# Augustonèmetum
Augustonèmetum era la ciutat principal del poble gal dels arverns. Estrabó l'anomena Nemossus.
Inicialment s'anomenava Augustonèmetum, i amb aquest nom l'esmenta Claudi Ptolemeu (Αὐγουστονέμετον) i la Taula de Peutinger. Ammià Marcel·lí l'anomena simplement Arverni, potser perquè feia referència al poble dels arverns. Plini el Vell parla d'una estàtua colossal de Mercuri feta "in civitate Galliae Arvernis" (a la ciutat d'Arvernis a la Gàl·lia), referint-se a la que s'havia anomenat Augustonèmetum.
És l'actual Clarmont, que no porta ni el nom antic ni el més nou. Es fa derivar de "Clarus Mons". Aimoin de Fleury, un cronista benedictí de l'edat mitjana, parla d'Arvernis quae Clarus mons dicitur (Arvernis, a la que anomenen Clarus Mons), que confirma la seva identificació.